# Werner Pfirter
Werner Pfirter (Pratteln, 19 de diciembre de 1947 – Lérida, 24 de septiembre de 1973) fue un piloto de motociclismo suizo, que comenzó a disputar en el  Campeonato del Mundo de Motociclismo en la temporada 1970. Tuvo breves apariciones en el Mundial de Motociclismo durante la Guerra Fría pero consiguió cuatro victorias de Grandes Premios. Su mejor año fue en la temporada 1971 donde acabó sexto en la clasificación general de los 350cc. Murió en Lérida en un accidente de tráfico cuando venía de disputar el Gran Premio de España.

## Resultados en el Campeonato del Mundo
Sistema de puntuación desde 1969 hasta 1987:
| Posición | 1.º | 2.º | 3.º | 4.º | 5.º | 6.º | 7.º | 8.º | 9.º | 10.º |
| Puntos   | 15  | 12  | 10  | 8   | 6   | 5   | 4   | 3   | 2   | 1    |

(Carreras en negrita indica pole position, carreras en cursiva indica vuelta rápida)

### Carreras por temporada
| Año  | Cat.  | Equipo | 1      | 2       | 3       | 4      | 5       | 6      | 7       | 8       | 9       | 10      | 11      | 12    | 13    | Pts. | Pos. |
| ---- | ----- | ------ | ------ | ------- | ------- | ------ | ------- | ------ | ------- | ------- | ------- | ------- | ------- | ----- | ----- | ---- | ---- |
| 1970 | 250cc | Yamaha | GER -  | FRA -   | YUG -   | IOM 22 | NED 22  | BEL -  | DDR -   | CZE -   | FIN -   | ULS -   | NAT -   | ESP - |       | 0    | -    |
| 1970 | 350cc | Yamaha | GER -  |         | YUG -   | IOM 38 | NED -   |        | DDR -   | CZE -   | FIN -   | ULS -   | NAT -   | ESP - |       | 0    | -    |
| 1971 | 250cc | Yamaha | AUT -  | GER 11  | IOM 15  | NED -  | BEL -   | DDR 10 | CZE 13  | SWE 20  | FIN Ret | IRL -   | NAT -   | ESP 4 |       | 9    | 20.º |
| 1971 | 350cc | Yamaha | AUT 2  | GER 6   | IOM 11  | NED -  |         | DDR 5  | CZE -   | SWE 11  | FIN Ret | IRL -   | NAT -   | ESP 3 |       | 33   | 6.º  |
| 1972 | 250cc | Yamaha | GER 8  | FRA 5   | AUT 6   | NAT -  | IOM 5   | YUG -  | NED -   | BEL 11  | DDR -   | CZE 9   | SWE -   | FIN - | ESP 5 | 28   | 10.º |
| 1972 | 350cc | Yamaha | GER 9  | FRA Ret | AUT 8   | NAT 10 | IOM Ret | YUG -  | NED -   |         | DDR -   | CZE 5   | SWE -   | FIN - | ESP 7 | 16   | 11.º |
| 1973 | 250cc | Yamaha | FRA 17 | AUT -   | GER -   |        | IOM -   | YUG 8  | NED 14  | BEL 8   | CZE 13  | SWE 11  | FIN 5   | ESP 4 |       | 20   | 13.º |
| 1973 | 350cc | Yamaha | FRA 4  | AUT -   | GER Ret | NAT 6  | IOM -   | YUG 7  | NED Ret |         | CZE Ret | SWE Ret | FIN Ret | ESP - |       | 17   | 12.º |
| 1973 | 500cc | Yamaha | FRA -  | AUT -   | GER -   |        | IOM -   | YUG -  | NED -   | BEL Ret | CZE -   | SWE -   | FIN -   | ESP - |       | 0    | -    |